# Niederwillingen
Niederwillingen ist ein Ortsteil der Stadt Stadtilm im Ilm-Kreis (Thüringen).

## Geografie
Niederwillingen liegt an der Wipfra in etwa 370 Metern Höhe. Nördlich des Ortes liegen die weiten Ebenen des Thüringer Beckens, südwestlich beginnen am 502 Meter hohen Willinger Berg die Vorläufer von Reinsbergen und Thüringer Wald und südöstlich liegt eine etwa 440 Meter hohe Schwelle hinter der sich das Ilmtal erstreckt. In der Niederwillinger Umgebung wechseln sich Wälder und Ackerland ab. Am Ortsrand wurden seit 1993 drei Wohngebiete angelegt, die dem Ort über 200 neue Einwohner brachten.

## Geschichte
Die urkundliche Ersterwähnung Niederwillingens fällt in das Jahr 1286. Bis 1920 gehörte der Ort zum Amt Arnstadt in der Oberherrschaft im Fürstentum bzw. Freistaat Schwarzburg-Sondershausen. 1922 wurde der Landkreis Arnstadt gebildet, zu dem der Ort bis 1994 gehörte. Seitdem gehört er zum Ilm-Kreis. Von 1922 bis 1996 hatte die Gemeinde Niederwillingen Bestand, zu der neben dem Ort noch seit dem 1. Juli 1950 die ehemaligen Gemeinden Behringen und Oberwillingen gehörten. Am 1. Juni 1996 trat Niederwillingen der Gemeinde Ilmtal mit Sitz in Griesheim bei. Diese wurde wiederum am 6. Juli 2018 nach Stadtilm eingemeindet.

## Kultur und Sehenswürdigkeiten
Sehenswert ist die Kirche St. Peter und Paul. Sie ist romanischen Ursprungs und erhielt ihr heutiges Aussehen nach umfangreichen Umbaumaßnahmen 1786. Zu DDR-Zeiten verschlechterte sich der bauliche Zustand der Kirche, sodass sie von 1990 bis 1994 saniert werden musste. Damals wurden auch eine Kreuzigungsdarstellung von 1723 und das Altarbild aus dem Jahre 1772 restauriert und die Orgel instand gesetzt.
Sehenswert sind auch die zahlreichen Fachwerkbauten im Dorf. 1995 gewann Niederwillingen den landesweiten Wettbewerb: „Unser Dorf soll schöner werden“.
In Niederwillingen befindet sich auch ein Tunnelmuseum, das Informationen über die Tunnel entlang der A 71 präsentiert.

## Wirtschaft und Verkehr
Niederwillingen ist ein landwirtschaftlich geprägtes Dorf. Heute arbeiten viele Einwohner in Stadtilm oder Arnstadt.
Seit 1894 besitzt der Ort auch einen Eisenbahnanschluss an der Bahnstrecke Arnstadt–Saalfeld. Im Zuge der Sanierung der Bahnstrecke wurde der alte Bahnhof Niederwillingen aufgegeben. Am Haltepunkt, der näher am Ort angelegt wurde, halten stündlich als Bedarfshalt, die Regionalbahnlinie RB 23 der Erfurter Bahn, die umsteigefrei bis Erfurt und Saalfeld/Saale verkehren.
Straßen verbinden den Ort mit Stadtilm, Griesheim, Arnstadt, Oberwillingen und Marlishausen. Die A 71 und die Schnellfahrstrecke Nürnberg–Erfurt verlaufen etwa 2 km westlich des Ortes, die nächstgelegenen Autobahnabfahrten sind Arnstadt-Süd und Ilmenau-Ost.